# ロスチャイルド&カンパニー
ロスチャイルド & カンパニー（英語: Rothschild ＆ Co、旧社名: ParisOrléans）は、ヨーロッパの財閥であるロスチャイルド家のパリ家とロンドン家が共同所有する金融持株会社。仏語ではロチルド・エ・コもしくはロチルド・エ・コンパニ ( - Compagnie)。
ロスチャイルド銀行グループの中核企業としてN・M・ロスチャイルド&サンズ（イギリス）やRothschild & Cie Banque（フランス）などを所有し統括している。
同社は当初、ロスチャイルド家によってパリ・オルレアン鉄道として設立され、フランス国鉄の設立に際する国有化などいくつかの変遷を経て、2015年9月に「ParisOrléans」から現在の「Rothschild & Company」へと改称された。
創業以来、現在も創業家のロスチャイルド家によって所有、経営がなされている。

## 歴史

### 鉄道会社としての興り
同社の歴史はロスチャイルド家によって1838年に創設されたフランスの鉄道会社、パリ・オルレアン鉄道によって始まる。同社はいくつもの買収と合併を繰り返し11,700kmを超える鉄道網を築き上げ、フランスの主要な鉄道会社の一つへと成長した。
1938年にフランス国鉄の創設に際しては他の4つのフランス国内の主要鉄道会社と共に事業は国有化され、同社は不動産会社へと事業を転換した。

## 主要株主
ロスチャイルド家は全体で同社の発行済株式の49.7%、議決権ベースで62.7%を所有している。

### Rothschild Concordia SAS
ロスチャイルド家によって完全所有される資産管理会社。現在、同社の株式はギー・ド・ロチルドの長男でパリ・ロチルド家嫡流五代目当主ダヴィド・ド・ロチルド男爵の系統によって支配される持株会社を通じて39.42%、アラン・ド・ロチルドの子どもであるエリック、ローバート・ド・ロチルド男爵兄弟（パリ・ロチルド家）の系統によって支配される持株会社を通じて55.58%が所有され、残る5%をロンドン・ロスチャイルド家によって支配される持株会社を通じて所有されている。ロンドン家は2018年末日時点で同社の21.04%を所有していたが、2019年末日までにデヴィッド男爵系の持株会社に6.4%、エリック・ロバート男爵系の持株会社に9.51%の所有株式を売却している。

### Holding Financier Jean Goujon SAS
パリ・ロチルド家嫡流四代目当主ギー・ド・ロチルドの次男エドゥアール・ド・ロチルドによって所有される持株会社。フランスのチャレンジ誌によればエドゥアールは2019年時点で3億3000万ユーロの純資産を有しており、フランス国内では289番目の大富豪とされる。